# Liste des planètes mineures (634001-635000)
Voici la liste des planètes mineures numérotées de 634001 à 635000. Les planètes mineures sont numérotées lorsque leur orbite est confirmée, ce qui peut parfois se produire longtemps après leur découverte. Elles sont classées ici par leur numéro.

## Planètes mineures 634001 à 635000
- (634001) 2010 VU145
- (634002) 2010 VN176
- (634003) 2010 VV180
- (634004) 2010 VW182
- (634005) 2010 VE190
- (634006) 2010 VJ198
- (634007) 2010 VH209
- (634008) 2010 VJ225
- (634009) 2010 VC228
- (634010) 2010 VT230
- (634011) 2010 VS232
- (634012) 2010 VR238
- (634013) 2010 VS244
- (634014) 2010 VH249
- (634015) 2010 VA252
- (634016) 2010 VB252
- (634017) 2010 VL252
- (634018) 2010 VE263
- (634019) 2010 VC265
- (634020) 2010 VJ266
- (634021) 2010 VD273
- (634022) 2010 VF275
- (634023) 2010 WN2
- (634024) 2010 WJ4
- (634025) 2010 WW5
- (634026) 2010 WM16
- (634027) 2010 WF27
- (634028) 2010 WG27
- (634029) 2010 WC31
- (634030) 2010 WD40
- (634031) 2010 WU42
- (634032) 2010 WL44
- (634033) 2010 WU61
- (634034) 2010 XB22
- (634035) 2010 XO25
- (634036) 2010 XU55
- (634037) 2010 XU56
- (634038) 2010 XR60
- (634039) 2010 XS60
- (634040) 2010 XR70
- (634041) 2010 XJ74
- (634042) 2010 XL82
- (634043) 2010 XJ92
- (634044) 2010 XY95
- (634045) 2010 XU111
- (634046) 2010 XW118
- (634047) 2010 YM2
- (634048) 2011 AB4
- (634049) 2011 AQ7
- (634050) 2011 AR8
- (634051) 2011 AQ34
- (634052) 2011 AH36
- (634053) 2011 AT50
- (634054) 2011 AQ54
- (634055) 2011 AG60
- (634056) 2011 AR65
- (634057) 2011 AA67
- (634058) 2011 AU72
- (634059) 2011 AW76
- (634060) 2011 AS81
- (634061) 2011 AU82
- (634062) 2011 AS83
- (634063) 2011 AX83
- (634064) 2011 AG89
- (634065) 2011 AT92
- (634066) 2011 AL94
- (634067) 2011 AK95
- (634068) 2011 AQ108
- (634069) 2011 AK110
- (634070) 2011 BZ5
- (634071) 2011 BU9
- (634072) 2011 BY13
- (634073) 2011 BM14
- (634074) 2011 BH26
- (634075) 2011 BK29
- (634076) 2011 BQ34
- (634077) 2011 BT34
- (634078) 2011 BT36
- (634079) 2011 BE44
- (634080) 2011 BV44
- (634081) 2011 BY50
- (634082) 2011 BB51
- (634083) 2011 BN56
- (634084) 2011 BU56
- (634085) 2011 BO66
- (634086) 2011 BG69
- (634087) 2011 BL70
- (634088) 2011 BC71
- (634089) 2011 BE72
- (634090) 2011 BH76
- (634091) 2011 BK81
- (634092) 2011 BB87
- (634093) 2011 BH87
- (634094) 2011 BU92
- (634095) 2011 BW93
- (634096) 2011 BL94
- (634097) 2011 BO99
- (634098) 2011 BJ103
- (634099) 2011 BH105
- (634100) 2011 BW105
- (634101) 2011 BZ121
- (634102) 2011 BG122
- (634103) 2011 BS126
- (634104) 2011 BQ127
- (634105) 2011 BK128
- (634106) 2011 BG131
- (634107) 2011 BP133
- (634108) 2011 BM136
- (634109) 2011 BS137
- (634110) 2011 BB139
- (634111) 2011 BU145
- (634112) 2011 BD154
- (634113) 2011 BH156
- (634114) 2011 BK169
- (634115) 2011 BV174
- (634116) 2011 BT181
- (634117) 2011 BO187
- (634118) 2011 BS195
- (634119) 2011 BL196
- (634120) 2011 BQ196
- (634121) 2011 BU198
- (634122) 2011 BQ201
- (634123) 2011 CX3
- (634124) 2011 CR16
- (634125) 2011 CN29
- (634126) 2011 CX29
- (634127) 2011 CH39
- (634128) 2011 CP42
- (634129) 2011 CC50
- (634130) 2011 CY50
- (634131) 2011 CZ51
- (634132) 2011 CL53
- (634133) 2011 CO59
- (634134) 2011 CP60
- (634135) 2011 CE65
- (634136) 2011 CV65
- (634137) 2011 CS66
- (634138) 2011 CN68
- (634139) 2011 CH69
- (634140) 2011 CG70
- (634141) 2011 CW73
- (634142) 2011 CR76
- (634143) 2011 CM89
- (634144) 2011 CU101
- (634145) 2011 CS104
- (634146) 2011 CQ105
- (634147) 2011 CT105
- (634148) 2011 CF109
- (634149) 2011 CR111
- (634150) 2011 CK132
- (634151) 2011 CS134
- (634152) 2011 CN138
- (634153) 2011 CS151
- (634154) 2011 CV151
- (634155) 2011 CH152
- (634156) 2011 DM3
- (634157) 2011 DA6
- (634158) 2011 DL9
- (634159) 2011 DM9
- (634160) 2011 DH16
- (634161) 2011 DY21
- (634162) 2011 DJ25
- (634163) 2011 DN26
- (634164) 2011 DV26
- (634165) 2011 DN36
- (634166) 2011 DD37
- (634167) 2011 DF38
- (634168) 2011 DS51
- (634169) 2011 DC55
- (634170) 2011 EV
- (634171) 2011 ET1
- (634172) 2011 EV2
- (634173) 2011 EN4
- (634174) 2011 EF9
- (634175) 2011 EC11
- (634176) 2011 EW13
- (634177) 2011 ED15
- (634178) 2011 EA21
- (634179) 2011 ER22
- (634180) 2011 EQ27
- (634181) 2011 EQ30
- (634182) 2011 EW32
- (634183) 2011 EA37
- (634184) 2011 EF37
- (634185) 2011 EM41
- (634186) 2011 EL43
- (634187) 2011 EM43
- (634188) 2011 EP46
- (634189) 2011 EK48
- (634190) 2011 EK49
- (634191) 2011 EQ51
- (634192) 2011 EN52
- (634193) 2011 EC54
- (634194) 2011 EO54
- (634195) 2011 EJ55
- (634196) 2011 EA63
- (634197) 2011 EH64
- (634198) 2011 EC65
- (634199) 2011 EK70
- (634200) 2011 EE72
- (634201) 2011 EH76
- (634202) 2011 EV77
- (634203) 2011 EB80
- (634204) 2011 EY82
- (634205) 2011 EK84
- (634206) 2011 EG85
- (634207) 2011 EW90
- (634208) 2011 EC91
- (634209) 2011 ED100
- (634210) 2011 ES100
- (634211) 2011 EB104
- (634212) 2011 EJ106
- (634213) 2011 FO3
- (634214) 2011 FH13
- (634215) 2011 FD15
- (634216) 2011 FF16
- (634217) 2011 FQ20
- (634218) 2011 FW22
- (634219) 2011 FG23
- (634220) 2011 FF25
- (634221) 2011 FP25
- (634222) 2011 FW26
- (634223) 2011 FY26
- (634224) 2011 FZ26
- (634225) 2011 FD29
- (634226) 2011 FH31
- (634227) 2011 FQ33
- (634228) 2011 FB35
- (634229) 2011 FZ37
- (634230) 2011 FM39
- (634231) 2011 FP41
- (634232) 2011 FX44
- (634233) 2011 FN46
- (634234) 2011 FR48
- (634235) 2011 FC52
- (634236) 2011 FD54
- (634237) 2011 FJ54
- (634238) 2011 FG58
- (634239) 2011 FT65
- (634240) 2011 FL67
- (634241) 2011 FV68
- (634242) 2011 FX68
- (634243) 2011 FM70
- (634244) 2011 FD73
- (634245) 2011 FP74
- (634246) 2011 FA78
- (634247) 2011 FN78
- (634248) 2011 FP82
- (634249) 2011 FR84
- (634250) 2011 FA91
- (634251) 2011 FW92
- (634252) 2011 FQ94
- (634253) 2011 FZ96
- (634254) 2011 FD99
- (634255) 2011 FF102
- (634256) 2011 FV102
- (634257) 2011 FT106
- (634258) 2011 FP108
- (634259) 2011 FV108
- (634260) 2011 FK112
- (634261) 2011 FR112
- (634262) 2011 FH117
- (634263) 2011 FM120
- (634264) 2011 FF126
- (634265) 2011 FT128
- (634266) 2011 FT131
- (634267) 2011 FY136
- (634268) 2011 FA137
- (634269) 2011 FL139
- (634270) 2011 FP144
- (634271) 2011 FB147
- (634272) 2011 FZ149
- (634273) 2011 FM159
- (634274) 2011 FO165
- (634275) 2011 FH172
- (634276) 2011 GA1
- (634277) 2011 GK2
- (634278) 2011 GM4
- (634279) 2011 GJ8
- (634280) 2011 GD18
- (634281) 2011 GB20
- (634282) 2011 GK22
- (634283) 2011 GK25
- (634284) 2011 GG28
- (634285) 2011 GR30
- (634286) 2011 GT35
- (634287) 2011 GC36
- (634288) 2011 GN37
- (634289) 2011 GJ38
- (634290) 2011 GU44
- (634291) 2011 GH45
- (634292) 2011 GQ50
- (634293) 2011 GM51
- (634294) 2011 GT53
- (634295) 2011 GR54
- (634296) 2011 GH58
- (634297) 2011 GJ58
- (634298) 2011 GV59
- (634299) 2011 GC79
- (634300) 2011 GC80
- (634301) 2011 GV81
- (634302) 2011 GZ85
- (634303) 2011 GG87
- (634304) 2011 GM88
- (634305) 2011 GN92
- (634306) 2011 GS102
- (634307) 2011 GZ103
- (634308) 2011 GJ106
- (634309) 2011 GS108
- (634310) 2011 HP3
- (634311) 2011 HU4
- (634312) 2011 HV5
- (634313) 2011 HW17
- (634314) 2011 HX25
- (634315) 2011 HF27
- (634316) 2011 HW34
- (634317) 2011 HR37
- (634318) 2011 HM62
- (634319) 2011 HQ67
- (634320) 2011 HB71
- (634321) 2011 HF75
- (634322) 2011 HZ76
- (634323) 2011 HO81
- (634324) 2011 HY83
- (634325) 2011 HX92
- (634326) 2011 HO94
- (634327) 2011 HU94
- (634328) 2011 HP97
- (634329) 2011 HK99
- (634330) 2011 HN103
- (634331) 2011 JG
- (634332) 2011 JT1
- (634333) 2011 JW4
- (634334) 2011 JA5
- (634335) 2011 JX22
- (634336) 2011 JA25
- (634337) 2011 JK26
- (634338) 2011 JW27
- (634339) 2011 JL28
- (634340) 2011 JD29
- (634341) 2011 JG32
- (634342) 2011 JX32
- (634343) 2011 JD39
- (634344) 2011 KN1
- (634345) 2011 KH3
- (634346) 2011 KL10
- (634347) 2011 KS21
- (634348) 2011 KQ22
- (634349) 2011 KX30
- (634350) 2011 KO39
- (634351) 2011 KZ41
- (634352) 2011 KY44
- (634353) 2011 KF46
- (634354) 2011 KQ48
- (634355) 2011 KF54
- (634356) 2011 KN57
- (634357) 2011 KT57
- (634358) 2011 KW59
- (634359) 2011 LQ
- (634360) 2011 LU
- (634361) 2011 LY5
- (634362) 2011 LG7
- (634363) 2011 LS7
- (634364) 2011 LS15
- (634365) 2011 LX17
- (634366) 2011 LE19
- (634367) 2011 LB28
- (634368) 2011 LQ35
- (634369) 2011 NV1
- (634370) 2011 OV2
- (634371) 2011 OP3
- (634372) 2011 OZ10
- (634373) 2011 OJ15
- (634374) 2011 OL16
- (634375) 2011 OK17
- (634376) 2011 OP31
- (634377) 2011 OV34
- (634378) 2011 OQ43
- (634379) 2011 OG48
- (634380) 2011 OH60
- (634381) 2011 OY60
- (634382) 2011 OZ65
- (634383) 2011 OG68
- (634384) 2011 OA72
- (634385) 2011 OQ73
- (634386) 2011 OS73
- (634387) 2011 OT73
- (634388) 2011 PQ6
- (634389) 2011 PT7
- (634390) 2011 PQ13
- (634391) 2011 PF14
- (634392) 2011 PE17
- (634393) 2011 PH20
- (634394) 2011 QD1
- (634395) 2011 QM2
- (634396) 2011 QY7
- (634397) 2011 QJ13
- (634398) 2011 QM18
- (634399) 2011 QU20
- (634400) 2011 QK38
- (634401) 2011 QJ41
- (634402) 2011 QS41
- (634403) 2011 QP45
- (634404) 2011 QA55
- (634405) 2011 QB55
- (634406) 2011 QS57
- (634407) 2011 QA58
- (634408) 2011 QC64
- (634409) 2011 QH74
- (634410) 2011 QO79
- (634411) 2011 QH84
- (634412) 2011 QO84
- (634413) 2011 QR87
- (634414) 2011 QQ88
- (634415) 2011 QA90
- (634416) 2011 QM105
- (634417) 2011 QU113
- (634418) 2011 RW6
- (634419) 2011 RG11
- (634420) 2011 RQ20
- (634421) 2011 RP27
- (634422) 2011 RQ27
- (634423) 2011 RV33
- (634424) 2011 RM34
- (634425) 2011 SX1
- (634426) 2011 SQ8
- (634427) 2011 SN19
- (634428) 2011 ST21
- (634429) 2011 SX25
- (634430) 2011 SS27
- (634431) 2011 SH34
- (634432) 2011 SW34
- (634433) 2011 SJ37
- (634434) 2011 SO39
- (634435) 2011 ST40
- (634436) 2011 SE41
- (634437) 2011 SL41
- (634438) 2011 SJ48
- (634439) 2011 SX58
- (634440) 2011 SU59
- (634441) 2011 SH60
- (634442) 2011 SY61
- (634443) 2011 SP63
- (634444) 2011 SW64
- (634445) 2011 SR71
- (634446) 2011 ST73
- (634447) 2011 SB79
- (634448) 2011 SD81
- (634449) 2011 SC101
- (634450) 2011 SZ101
- (634451) 2011 ST110
- (634452) 2011 SC114
- (634453) 2011 SV114
- (634454) 2011 SW116
- (634455) 2011 SH121
- (634456) 2011 SB154
- (634457) 2011 SX154
- (634458) 2011 SQ155
- (634459) 2011 SM159
- (634460) 2011 SF177
- (634461) 2011 SR190
- (634462) 2011 SE201
- (634463) 2011 SZ204
- (634464) 2011 SU227
- (634465) 2011 SP232
- (634466) 2011 SF240
- (634467) 2011 SB247
- (634468) 2011 SA250
- (634469) 2011 SX252
- (634470) 2011 SH260
- (634471) 2011 SB263
- (634472) 2011 SA272
- (634473) 2011 SO272
- (634474) 2011 SE275
- (634475) 2011 SP277
- (634476) 2011 SQ279
- (634477) 2011 SA282
- (634478) 2011 SS282
- (634479) 2011 SW282
- (634480) 2011 SP283
- (634481) 2011 SM284
- (634482) 2011 SY284
- (634483) 2011 SC295
- (634484) 2011 SK295
- (634485) 2011 SL296
- (634486) 2011 SJ304
- (634487) 2011 SX306
- (634488) 2011 SB307
- (634489) 2011 SE308
- (634490) 2011 SJ308
- (634491) 2011 SZ309
- (634492) 2011 SU323
- (634493) 2011 SJ328
- (634494) 2011 SU329
- (634495) 2011 SV332
- (634496) 2011 SL340
- (634497) 2011 SL346
- (634498) 2011 SS349
- (634499) 2011 SW355
- (634500) 2011 TV1
- (634501) 2011 TA8
- (634502) 2011 TA24
- (634503) 2011 UK3
- (634504) 2011 UB20
- (634505) 2011 UO27
- (634506) 2011 UM28
- (634507) 2011 US28
- (634508) 2011 UM32
- (634509) 2011 US33
- (634510) 2011 UW38
- (634511) 2011 UQ62
- (634512) 2011 UE68
- (634513) 2011 US71
- (634514) 2011 UP111
- (634515) 2011 UH114
- (634516) 2011 UV116
- (634517) 2011 UP120
- (634518) 2011 US128
- (634519) 2011 UQ129
- (634520) 2011 UB130
- (634521) 2011 UM135
- (634522) 2011 UR137
- (634523) 2011 UG148
- (634524) 2011 UQ158
- (634525) 2011 UP167
- (634526) 2011 UV179
- (634527) 2011 UB182
- (634528) 2011 UM188
- (634529) 2011 UX188
- (634530) 2011 UK190
- (634531) 2011 UM193
- (634532) 2011 US194
- (634533) 2011 UM195
- (634534) 2011 US207
- (634535) 2011 UN209
- (634536) 2011 UA229
- (634537) 2011 UG250
- (634538) 2011 UY286
- (634539) Kuvaev
- (634540) 2011 UP290
- (634541) 2011 UU294
- (634542) 2011 UC316
- (634543) 2011 UD334
- (634544) 2011 UO340
- (634545) 2011 UB344
- (634546) 2011 UM344
- (634547) 2011 UC370
- (634548) 2011 UP373
- (634549) 2011 UA376
- (634550) 2011 UN378
- (634551) 2011 UC394
- (634552) 2011 UQ394
- (634553) 2011 UN396
- (634554) 2011 UC403
- (634555) 2011 UY413
- (634556) 2011 UZ413
- (634557) 2011 UC414
- (634558) 2011 UD416
- (634559) Drayer
- (634560) 2011 UO420
- (634561) 2011 UR433
- (634562) 2011 UF434
- (634563) 2011 VA18
- (634564) 2011 VZ21
- (634565) 2011 WA24
- (634566) 2011 WF25
- (634567) 2011 WU29
- (634568) 2011 WD41
- (634569) 2011 WO44
- (634570) 2011 WK46
- (634571) 2011 WL53
- (634572) 2011 WB60
- (634573) 2011 WC62
- (634574) 2011 WL67
- (634575) 2011 WN75
- (634576) 2011 WM86
- (634577) 2011 WN108
- (634578) 2011 WG133
- (634579) 2011 WU135
- (634580) 2011 WB137
- (634581) 2011 WK142
- (634582) 2011 WO157
- (634583) 2011 WF184
- (634584) 2011 YT
- (634585) 2011 YV5
- (634586) 2011 YB28
- (634587) 2011 YK32
- (634588) 2011 YA39
- (634589) 2011 YB48
- (634590) 2011 YA55
- (634591) 2011 YU71
- (634592) 2011 YM83
- (634593) 2011 YD96
- (634594) 2012 AG4
- (634595) 2012 AJ4
- (634596) 2012 AC8
- (634597) 2012 AM12
- (634598) 2012 AZ20
- (634599) 2012 AA34
- (634600) 2012 BJ
- (634601) 2012 BT2
- (634602) 2012 BM3
- (634603) 2012 BQ14
- (634604) 2012 BA42
- (634605) 2012 BN46
- (634606) 2012 BZ48
- (634607) 2012 BV58
- (634608) 2012 BW58
- (634609) 2012 BD62
- (634610) 2012 BT65
- (634611) 2012 BY69
- (634612) 2012 BF85
- (634613) 2012 BH89
- (634614) 2012 BT91
- (634615) 2012 BF92
- (634616) 2012 BP94
- (634617) 2012 BQ108
- (634618) 2012 BN109
- (634619) 2012 BN111
- (634620) 2012 BN128
- (634621) 2012 BW128
- (634622) 2012 BD137
- (634623) 2012 BB141
- (634624) 2012 BL141
- (634625) 2012 BN143
- (634626) 2012 BW144
- (634627) 2012 BA147
- (634628) 2012 BH148
- (634629) 2012 BB156
- (634630) 2012 BK157
- (634631) 2012 BJ181
- (634632) 2012 BU181
- (634633) 2012 BO185
- (634634) 2012 CB6
- (634635) 2012 CS9
- (634636) 2012 CQ21
- (634637) 2012 CL23
- (634638) 2012 CG24
- (634639) 2012 CU38
- (634640) 2012 CW43
- (634641) 2012 CV45
- (634642) 2012 CL46
- (634643) 2012 CY52
- (634644) 2012 CH66
- (634645) 2012 DU4
- (634646) 2012 DJ8
- (634647) 2012 DV18
- (634648) 2012 DE20
- (634649) 2012 DK20
- (634650) 2012 DT33
- (634651) 2012 DY40
- (634652) 2012 DG51
- (634653) 2012 DU54
- (634654) 2012 DL62
- (634655) 2012 DA73
- (634656) 2012 DR73
- (634657) 2012 DJ74
- (634658) 2012 DB77
- (634659) Colombo
- (634660) 2012 DR97
- (634661) 2012 DB105
- (634662) 2012 DK116
- (634663) 2012 DF117
- (634664) 2012 EM4
- (634665) 2012 EB7
- (634666) 2012 ED8
- (634667) 2012 EG16
- (634668) 2012 EE17
- (634669) 2012 EG20
- (634670) 2012 EL22
- (634671) 2012 EF29
- (634672) 2012 EG29
- (634673) 2012 EX30
- (634674) 2012 FZ
- (634675) 2012 FB5
- (634676) 2012 FA15
- (634677) 2012 FF16
- (634678) 2012 FJ17
- (634679) 2012 FZ17
- (634680) 2012 FW21
- (634681) 2012 FJ40
- (634682) 2012 FE41
- (634683) 2012 FX41
- (634684) 2012 FW49
- (634685) 2012 FZ49
- (634686) 2012 FO58
- (634687) 2012 FP59
- (634688) 2012 FR63
- (634689) 2012 FW66
- (634690) 2012 FH70
- (634691) 2012 FZ74
- (634692) 2012 FK81
- (634693) 2012 FF85
- (634694) 2012 FV85
- (634695) 2012 FH98
- (634696) 2012 FN105
- (634697) 2012 FJ109
- (634698) 2012 FQ110
- (634699) 2012 FZ113
- (634700) 2012 FZ117
- (634701) 2012 GU3
- (634702) 2012 GH4
- (634703) 2012 GL6
- (634704) 2012 GK8
- (634705) 2012 GN14
- (634706) 2012 GR15
- (634707) 2012 GS15
- (634708) 2012 GF20
- (634709) 2012 GR32
- (634710) 2012 GT32
- (634711) 2012 GX32
- (634712) 2012 GE33
- (634713) 2012 GZ33
- (634714) 2012 GT35
- (634715) 2012 GK36
- (634716) 2012 GV38
- (634717) 2012 GO39
- (634718) 2012 GG49
- (634719) 2012 GC51
- (634720) 2012 HR4
- (634721) 2012 HS6
- (634722) 2012 HP34
- (634723) 2012 HY34
- (634724) 2012 HP44
- (634725) 2012 HD46
- (634726) 2012 HE46
- (634727) 2012 HV55
- (634728) 2012 HW57
- (634729) 2012 HW64
- (634730) 2012 HE65
- (634731) 2012 HY66
- (634732) 2012 HF74
- (634733) 2012 HG74
- (634734) 2012 HR76
- (634735) 2012 HA78
- (634736) 2012 HX78
- (634737) 2012 HT87
- (634738) 2012 HP93
- (634739) 2012 HJ105
- (634740) 2012 HN105
- (634741) 2012 JY
- (634742) 2012 JH1
- (634743) 2012 JS2
- (634744) 2012 JS7
- (634745) 2012 JS13
- (634746) 2012 JY14
- (634747) 2012 JN15
- (634748) 2012 JH18
- (634749) 2012 JC28
- (634750) 2012 JS29
- (634751) 2012 JR33
- (634752) 2012 JD34
- (634753) 2012 JO34
- (634754) 2012 JE36
- (634755) 2012 JK41
- (634756) 2012 JK43
- (634757) 2012 JD48
- (634758) 2012 JS49
- (634759) 2012 JV65
- (634760) 2012 JK67
- (634761) 2012 JK71
- (634762) 2012 JR71
- (634763) 2012 JS71
- (634764) 2012 KB1
- (634765) 2012 KM3
- (634766) 2012 KT5
- (634767) 2012 KT13
- (634768) 2012 KC14
- (634769) 2012 KU15
- (634770) 2012 KW22
- (634771) 2012 KE30
- (634772) 2012 KG30
- (634773) 2012 KM34
- (634774) 2012 KD40
- (634775) 2012 KN41
- (634776) 2012 KQ41
- (634777) 2012 KH53
- (634778) 2012 KM60
- (634779) 2012 LM
- (634780) 2012 LU9
- (634781) 2012 LK18
- (634782) 2012 LV19
- (634783) 2012 LU23
- (634784) 2012 ML8
- (634785) 2012 MB10
- (634786) 2012 MD12
- (634787) 2012 MU13
- (634788) 2012 MS16
- (634789) 2012 NU1
- (634790) 2012 OT3
- (634791) 2012 OG6
- (634792) 2012 PF2
- (634793) 2012 PC3
- (634794) 2012 PU12
- (634795) 2012 PC16
- (634796) 2012 PJ18
- (634797) 2012 PM18
- (634798) 2012 PZ18
- (634799) 2012 PO23
- (634800) 2012 PX23
- (634801) 2012 PG28
- (634802) 2012 PX28
- (634803) 2012 PQ29
- (634804) 2012 PZ34
- (634805) 2012 PH35
- (634806) 2012 PY36
- (634807) 2012 PQ45
- (634808) 2012 PD52
- (634809) 2012 PE57
- (634810) 2012 PC58
- (634811) 2012 QG7
- (634812) 2012 QB14
- (634813) 2012 QR16
- (634814) 2012 QL19
- (634815) 2012 QX23
- (634816) 2012 QK27
- (634817) 2012 QM32
- (634818) 2012 QS32
- (634819) 2012 QX35
- (634820) 2012 QL38
- (634821) 2012 QT42
- (634822) 2012 QG47
- (634823) 2012 QA49
- (634824) 2012 QV49
- (634825) 2012 QR52
- (634826) 2012 QO69
- (634827) 2012 QC73
- (634828) 2012 QK76
- (634829) 2012 QJ82
- (634830) 2012 RW1
- (634831) 2012 RP20
- (634832) 2012 RQ20
- (634833) 2012 RS22
- (634834) 2012 RZ32
- (634835) 2012 RH33
- (634836) 2012 RF38
- (634837) 2012 RN38
- (634838) 2012 RO39
- (634839) 2012 RU44
- (634840) 2012 SD3
- (634841) 2012 SP4
- (634842) 2012 SE6
- (634843) 2012 SS6
- (634844) 2012 SZ7
- (634845) 2012 SF10
- (634846) 2012 SX12
- (634847) 2012 SQ16
- (634848) 2012 SR16
- (634849) 2012 SA17
- (634850) 2012 SK20
- (634851) 2012 SP23
- (634852) 2012 SQ25
- (634853) 2012 SY28
- (634854) 2012 SM29
- (634855) 2012 ST29
- (634856) 2012 SW29
- (634857) 2012 SH31
- (634858) 2012 SP37
- (634859) 2012 SK40
- (634860) 2012 SP41
- (634861) 2012 SN61
- (634862) 2012 SF64
- (634863) 2012 SP64
- (634864) 2012 SF67
- (634865) 2012 SG70
- (634866) 2012 SX73
- (634867) 2012 ST93
- (634868) 2012 SW101
- (634869) 2012 TV1
- (634870) 2012 TW4
- (634871) 2012 TH7
- (634872) 2012 TQ13
- (634873) 2012 TO14
- (634874) 2012 TT17
- (634875) 2012 TC20
- (634876) 2012 TT20
- (634877) 2012 TN22
- (634878) 2012 TG35
- (634879) 2012 TO44
- (634880) 2012 TC48
- (634881) 2012 TQ52
- (634882) 2012 TW57
- (634883) 2012 TF60
- (634884) 2012 TG78
- (634885) 2012 TS79
- (634886) 2012 TC82
- (634887) 2012 TG82
- (634888) 2012 TR85
- (634889) 2012 TV88
- (634890) 2012 TG99
- (634891) 2012 TG101
- (634892) 2012 TZ101
- (634893) 2012 TN108
- (634894) 2012 TJ116
- (634895) 2012 TX122
- (634896) 2012 TB123
- (634897) 2012 TV125
- (634898) 2012 TP128
- (634899) 2012 TL144
- (634900) 2012 TD149
- (634901) 2012 TQ157
- (634902) 2012 TA158
- (634903) 2012 TM159
- (634904) 2012 TX160
- (634905) 2012 TG170
- (634906) 2012 TP172
- (634907) 2012 TM173
- (634908) 2012 TE174
- (634909) 2012 TO174
- (634910) 2012 TD177
- (634911) 2012 TN182
- (634912) 2012 TR190
- (634913) 2012 TL195
- (634914) 2012 TB197
- (634915) 2012 TY200
- (634916) 2012 TP203
- (634917) 2012 TX208
- (634918) 2012 TQ210
- (634919) 2012 TD213
- (634920) 2012 TG215
- (634921) 2012 TQ215
- (634922) 2012 TL222
- (634923) 2012 TM223
- (634924) 2012 TK224
- (634925) 2012 TC225
- (634926) 2012 TJ233
- (634927) 2012 TX235
- (634928) 2012 TG245
- (634929) 2012 TR246
- (634930) 2012 TA248
- (634931) 2012 TB248
- (634932) 2012 TV253
- (634933) 2012 TX253
- (634934) 2012 TH254
- (634935) 2012 TQ260
- (634936) 2012 TQ263
- (634937) 2012 TJ265
- (634938) 2012 TE269
- (634939) 2012 TQ272
- (634940) 2012 TZ278
- (634941) 2012 TB280
- (634942) 2012 TA281
- (634943) 2012 TN292
- (634944) 2012 TA299
- (634945) 2012 TR300
- (634946) 2012 TQ303
- (634947) 2012 TU304
- (634948) 2012 TS306
- (634949) 2012 TW306
- (634950) 2012 TD309
- (634951) 2012 TC312
- (634952) 2012 TA313
- (634953) 2012 TH313
- (634954) 2012 TH314
- (634955) 2012 TN315
- (634956) 2012 TA316
- (634957) 2012 TE316
- (634958) 2012 TZ324
- (634959) 2012 TY327
- (634960) 2012 TQ329
- (634961) 2012 TP331
- (634962) 2012 TA332
- (634963) 2012 TK355
- (634964) 2012 TL355
- (634965) 2012 TC364
- (634966) 2012 TE367
- (634967) 2012 TW368
- (634968) 2012 TW379
- (634969) 2012 TP387
- (634970) 2012 TE390
- (634971) 2012 UY6
- (634972) 2012 UY11
- (634973) 2012 UB13
- (634974) 2012 UH15
- (634975) 2012 US15
- (634976) 2012 US16
- (634977) 2012 UZ16
- (634978) 2012 UB22
- (634979) 2012 UF26
- (634980) 2012 UG27
- (634981) Herbertgrice
- (634982) 2012 UX31
- (634983) 2012 UY31
- (634984) 2012 UQ32
- (634985) 2012 UW36
- (634986) 2012 UY36
- (634987) 2012 UC45
- (634988) 2012 UF65
- (634989) 2012 UT71
- (634990) 2012 UN75
- (634991) 2012 UH77
- (634992) 2012 UU78
- (634993) 2012 UZ82
- (634994) 2012 UD84
- (634995) 2012 UD85
- (634996) 2012 UA89
- (634997) 2012 UY91
- (634998) 2012 US97
- (634999) 2012 UC99
- (635000) 2012 UY99